# 自助注射器

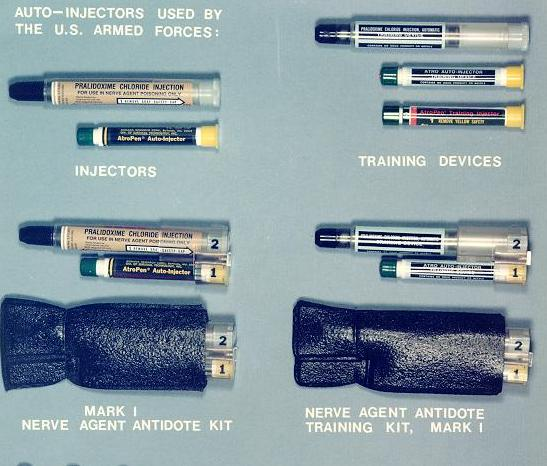
美軍裝備的不同型號自助注射器

自助注射器（英語：Autoinjector）是一種用於快速注射某類特定劑量藥物（通常是急救藥物）的醫療器械。
大多數的自助注射器都帶有彈簧伸縮針頭，這種設計可以使注射器更加便於使用，尤其是在沒有任何旁人輔助，或者是注射者並未接受過醫療訓練的情況下。使用自助注射器時，注射的位置應依照相關藥物的特定要求。但在通常情況下，注射位置一般為腹部、大腿或臀部。相比起傳統的針狀注射器，自助注射器可以減低注射者替自身注射藥物時的心理壓力。
除了急救用藥物，自助注射器也常用於須要長期定期注射藥物的慢性病患者，例如需要定時注射胰島素的糖尿病患者，患者可以在家中自行注射，無需經常為注射藥物返回診所，減少對日常生活的影響。